# 66-та паралель північної широти
66-та паралель північної широти — лінія широти, що лежить на 66 градусів північніше земної екваторіальної площини, за 61 км на південь від Північного полярного кола. Вона проходить через Атлантичний океан, Європу, Азію та Північну Америку.
На цій широті під час літнього сонцестояння сонце видно 24 години, а під час зимового сонцестояння — 2 години 45 хвилин. Це найнижча широта, на якій в день літнього сонцестояння вночі сонце не заходить за горизонт і спостерігається полярний день.

## Список географічних об'єктів, що перетинає 66° пн. ш.
Починаючи з Гринвіцького меридіану та рухаючись на схід, 66-та паралель північної широти проходить через:
| Координати                                                   | Країна, територія або море                       | Примітки |
| ------------------------------------------------------------ | ------------------------------------------------ | --- |
| 66°0′ пн. ш. 0°0′ сх. д. / 66.000° пн. ш. 0.000° сх. д.      | Атлантичний океан                                | Норвезьке море |
| 66°0′ пн. ш. 11°50′ сх. д. / 66.000° пн. ш. 11.833° сх. д.   | Норвезьке море                                   | Госверфьорд[no] |
| 66°0′ пн. ш. 12°0′ сх. д. / 66.000° пн. ш. 12.000° сх. д.    | Норвегія                                         | Нурланн — проходить через острівці Стейнан |
| 66°0′ пн. ш. 12°5′ сх. д. / 66.000° пн. ш. 12.083° сх. д.    | Норвезьке море                                   | Оддфьорд[no] |
| 66°0′ пн. ш. 12°8′ сх. д. / 66.000° пн. ш. 12.133° сх. д.    | Норвегія                                         | Нурланн — проходить через острівці Вардьойя[en] та Ітре-Окснінган |
| 66°0′ пн. ш. 12°14′ сх. д. / 66.000° пн. ш. 12.233° сх. д.   | Норвезьке море                                   | Протока Окснінгсундет |
| 66°0′ пн. ш. 12°16′ сх. д. / 66.000° пн. ш. 12.267° сх. д.   | Норвегія                                         | Нурланн — проходить через острів Хестьойя |
| 66°0′ пн. ш. 12°17′ сх. д. / 66.000° пн. ш. 12.283° сх. д.   | Норвезьке море                                   | Протока Хестьойсундет |
| 66°0′ пн. ш. 12°18′ сх. д. / 66.000° пн. ш. 12.300° сх. д.   | Норвегія                                         | Нурланн — проходить через острів Норд-Херьой |
| 66°0′ пн. ш. 12°21′ сх. д. / 66.000° пн. ш. 12.350° сх. д.   | Норвезьке море                                   | Протока Гаутолет |
| 66°0′ пн. ш. 12°23′ сх. д. / 66.000° пн. ш. 12.383° сх. д.   | Норвегія                                         | Нурланн — проходить через острів Хьяртьойя |
| 66°0′ пн. ш. 12°24′ сх. д. / 66.000° пн. ш. 12.400° сх. д.   | Норвезьке море                                   | Альстенфьорд[da] |
| 66°0′ пн. ш. 12°33′ сх. д. / 66.000° пн. ш. 12.550° сх. д.   | Норвегія                                         | Нурланн — проходить через острів Альстен |
| 66°0′ пн. ш. 12°38′ сх. д. / 66.000° пн. ш. 12.633° сх. д.   | Норвезьке море                                   | Лейрфьорд[da] |
| 66°0′ пн. ш. 12°42′ сх. д. / 66.000° пн. ш. 12.700° сх. д.   | Норвегія                                         | Нурланн — проходить через острів Альстен |
| 66°0′ пн. ш. 12°54′ сх. д. / 66.000° пн. ш. 12.900° сх. д.   | Норвезьке море                                   | Вефснфьорд |
| 66°0′ пн. ш. 12°57′ сх. д. / 66.000° пн. ш. 12.950° сх. д.   | Норвегія                                         | Нурланн |
| 66°0′ пн. ш. 14°33′ сх. д. / 66.000° пн. ш. 14.550° сх. д.   | Швеція                                           | |
| 66°0′ пн. ш. 24°2′ сх. д. / 66.000° пн. ш. 24.033° сх. д.    | Фінляндія                                        | |
| 66°0′ пн. ш. 30°0′ сх. д. / 66.000° пн. ш. 30.000° сх. д.    | Росія                                            | |
| 66°0′ пн. ш. 34°37′ сх. д. / 66.000° пн. ш. 34.617° сх. д.   | Біле море                                        | |
| 66°0′ пн. ш. 40°54′ сх. д. / 66.000° пн. ш. 40.900° сх. д.   | Росія                                            | |
| 66°0′ пн. ш. 179°45′ зх. д. / 66.000° пн. ш. 179.750° зх. д. | Берингове море                                   | Анадирська затока |
| 66°0′ пн. ш. 178°52′ зх. д. / 66.000° пн. ш. 178.867° зх. д. | Росія                                            | Проходить через Чукотський півострів |
| 66°0′ пн. ш. 170°11′ зх. д. / 66.000° пн. ш. 170.183° зх. д. | Берингова протока                                | |
| 66°0′ пн. ш. 166°58′ зх. д. / 66.000° пн. ш. 166.967° зх. д. | США                                              | Аляска |
| 66°0′ пн. ш. 141°0′ зх. д. / 66.000° пн. ш. 141.000° зх. д.  | Канада                                           | Юкон Північно-Західні території — приблизно на 16 км Юкон — приблизно на 11 км Північно-Західні території — приблизно на 9 км Юкон — приблизно на 8 км Північно-Західні території — проходить через Велике Ведмеже озеро Нунавут |
| 66°0′ пн. ш. 86°4′ зх. д. / 66.000° пн. ш. 86.067° зх. д.    | Протока Рос-Велком                               | |
| 66°0′ пн. ш. 85°9′ зх. д. / 66.000° пн. ш. 85.150° зх. д.    | Канада                                           | Нунавут — проходить через острів Кікіктаалук[en] |
| 66°0′ пн. ш. 84°53′ зх. д. / 66.000° пн. ш. 84.883° зх. д.   | Протока Фрозен[en]                               | |
| 66°0′ пн. ш. 84°22′ зх. д. / 66.000° пн. ш. 84.367° зх. д.   | Канада                                           | Нунавут — проходить через острів Нагюттуук[en] |
| 66°0′ пн. ш. 83°52′ зх. д. / 66.000° пн. ш. 83.867° зх. д.   | Затока Фокс                                      | |
| 66°0′ пн. ш. 83°33′ зх. д. / 66.000° пн. ш. 83.550° зх. д.   | Канада                                           | Нунавут — проходить через острів Нунааріатхуак[sv] |
| 66°0′ пн. ш. 83°30′ зх. д. / 66.000° пн. ш. 83.500° зх. д.   | Затока Фокс                                      | |
| 66°0′ пн. ш. 74°17′ зх. д. / 66.000° пн. ш. 74.283° зх. д.   | Канада                                           | Нунавут — проходить через Баффінову Землю |
| 66°0′ пн. ш. 67°0′ зх. д. / 66.000° пн. ш. 67.000° зх. д.    | Затока Камберленд                                | |
| 66°0′ пн. ш. 65°57′ зх. д. / 66.000° пн. ш. 65.950° зх. д.   | Канада                                           | Нунавут — проходить через Баффінову Землю |
| 66°0′ пн. ш. 61°59′ зх. д. / 66.000° пн. ш. 61.983° зх. д.   | Дейвісова протока                                | |
| 66°0′ пн. ш. 53°27′ зх. д. / 66.000° пн. ш. 53.450° зх. д.   | Гренландія                                       | Проходить через острів Серфартук |
| 66°0′ пн. ш. 37°50′ зх. д. / 66.000° пн. ш. 37.833° зх. д.   | Данська протока                                  | Затока Сермілік[en] |
| 66°0′ пн. ш. 35°46′ зх. д. / 66.000° пн. ш. 35.767° зх. д.   | Гренландія                                       | Проходить через острів Мороене |
| 66°0′ пн. ш. 35°44′ зх. д. / 66.000° пн. ш. 35.733° зх. д.   | Данська протока                                  | |
| 66°0′ пн. ш. 23°48′ зх. д. / 66.000° пн. ш. 23.800° зх. д.   | Ісландія                                         | Проходить через півострів Вестфірдір |
| 66°0′ пн. ш. 20°29′ зх. д. / 66.000° пн. ш. 20.483° зх. д.   | Затока Хунафлоуї                                 | |
| 66°0′ пн. ш. 20°31′ зх. д. / 66.000° пн. ш. 20.517° зх. д.   | Ісландія                                         | Проходить через Скагастрьонд[en] на півострові Скагі[de] |
| 66°0′ пн. ш. 19°56′ зх. д. / 66.000° пн. ш. 19.933° зх. д.   | Затока Скагафьорд[en]                            | |
| 66°0′ пн. ш. 19°41′ зх. д. / 66.000° пн. ш. 19.683° зх. д.   | Ісландія                                         | Проходить через півострів Трьодласкагі[en] |
| 66°0′ пн. ш. 18°47′ зх. д. / 66.000° пн. ш. 18.783° зх. д.   | Затока Ейяф'єрдюр — проходить північніше Далвіка | |
| 66°0′ пн. ш. 18°18′ зх. д. / 66.000° пн. ш. 18.300° зх. д.   | Ісландія                                         | Проходить через півострів Флатейярскагі[pl] |
| 66°0′ пн. ш. 17°58′ зх. д. / 66.000° пн. ш. 17.967° зх. д.   | Затока Скьяульванді[en]                          | |
| 66°0′ пн. ш. 17°33′ зх. д. / 66.000° пн. ш. 17.550° зх. д.   | Ісландія                                         | Проходить через півострів Тьорнес[pl] |
| 66°0′ пн. ш. 14°38′ зх. д. / 66.000° пн. ш. 14.633° зх. д.   | Атлантичний океан                                | Гренландське море Норвезьке море |